# فرقة ليش المسرحية
فرقة ليش المسرحية، أسستها الممثلة والمصممة الحركية نورا مراد في دمشق عام 1999، وهي أول فرقة سورية مختصة بالمسرح الحركي. تهدف هذه الفرقة إلى بناء أبجدية حركية خاصة بالعالم العربي وذلك عبر البحث في الإشارات والرموز التي تشكل مفردات وجمل تحكي مواضيع معاصرة، من خلال البحث والتجريب.
تعتمد الفرقة المسرح الحركي كنوع فني لعروضها، وتعمل على منهج «الصورة...الذاتية – تقديم الذات عن طريق الذات -» الذي يدنو من الحكايات الشخصية، والانفعالات واللغة الحركية الخاصة بالمؤدي، بحيث يشارك المؤدون في بناء العرض.
يحكم آلية العمل بحث ديناميكي في أدوات التعبير بين المؤدين (ممثلين، راقصين، مغنيين وموسيقيين). والهدف دائماً باتجاه كسر الحدود التقليدية ما بين العرض والمتلقي.
قدمت الفرقة حتى الآن سبعة عروض، فاز أولها «بعد كل هالوقت» بجائزة أفضل سينوغرافيا في مهرجان القاهرة الدولي للمسرح التجريبي عام 2000، وكان آخرها عرض «ألف مبروك!» وهو العرض الثاني في سلسلة عروض مشروع «هويات» (2016-2006) والذي شارك في مهرجان جولي دانس في أمستردام عام 2010 وقام بجولة في سوريا ضمت كل من دمشق وحمص وحلب واللاذقية.
تعمل الفرقة منذ عام 2000 على الإشراف وتنظيم ورشات عمل وإقامات لهواة ومحترفي الفنون الأدائية من مؤدين وفنيين وتقنيين في سوريا ولبنان والأردن ودبي، وكان آخرها في مجال تقنيات الأداء في المسرح الحركي للهواة وأقيمت في دمشق، شباط 2011 .

## وصلات خارجية
- موقع فرقة ليش المسرحية http://www.leishtroupe.com